# Eugène Dock

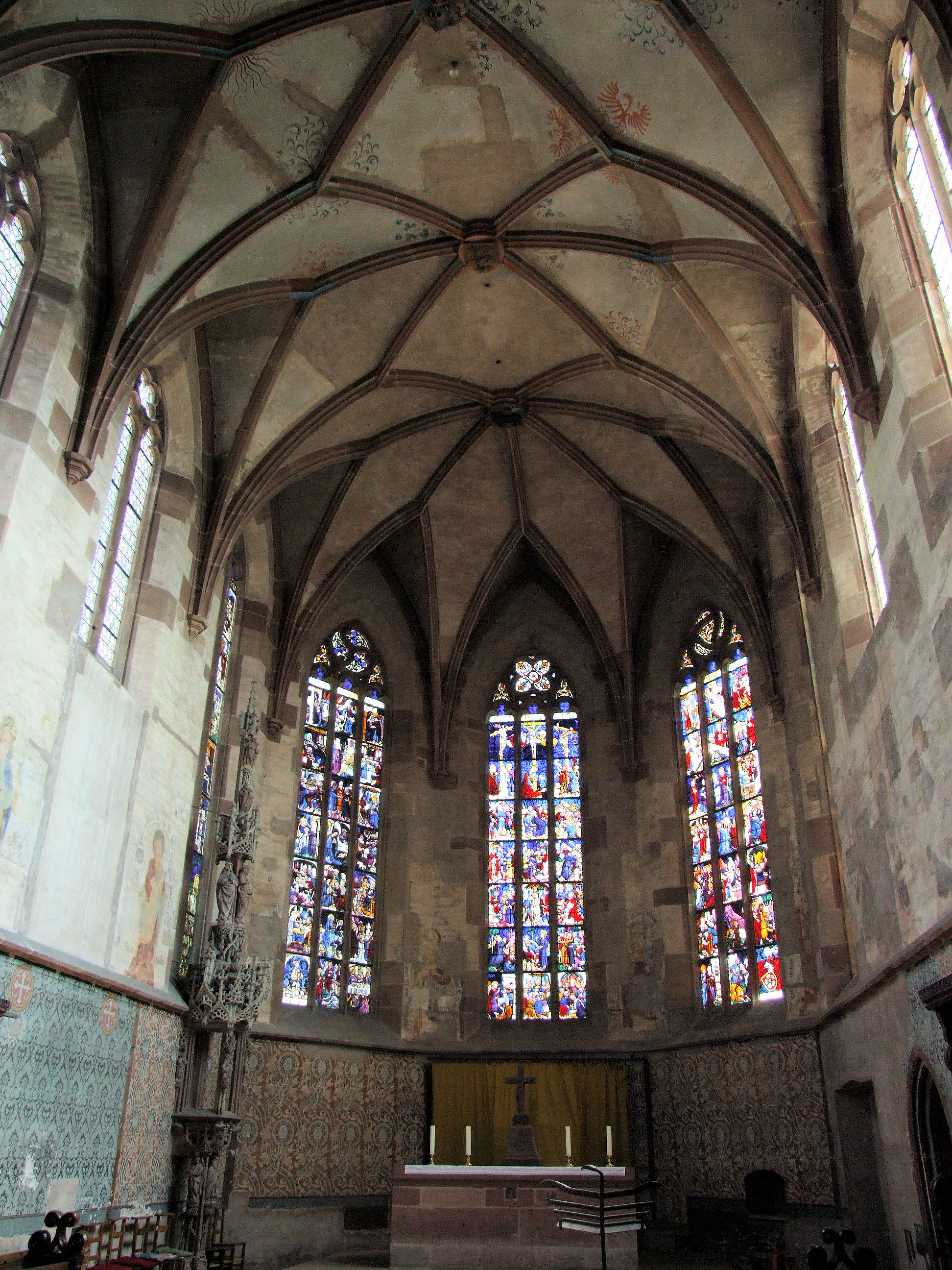
Altar mayor de la iglesia de Sainte Walburge con la Columna eucarística del. Restaurada con esculturas de Eugène Dock

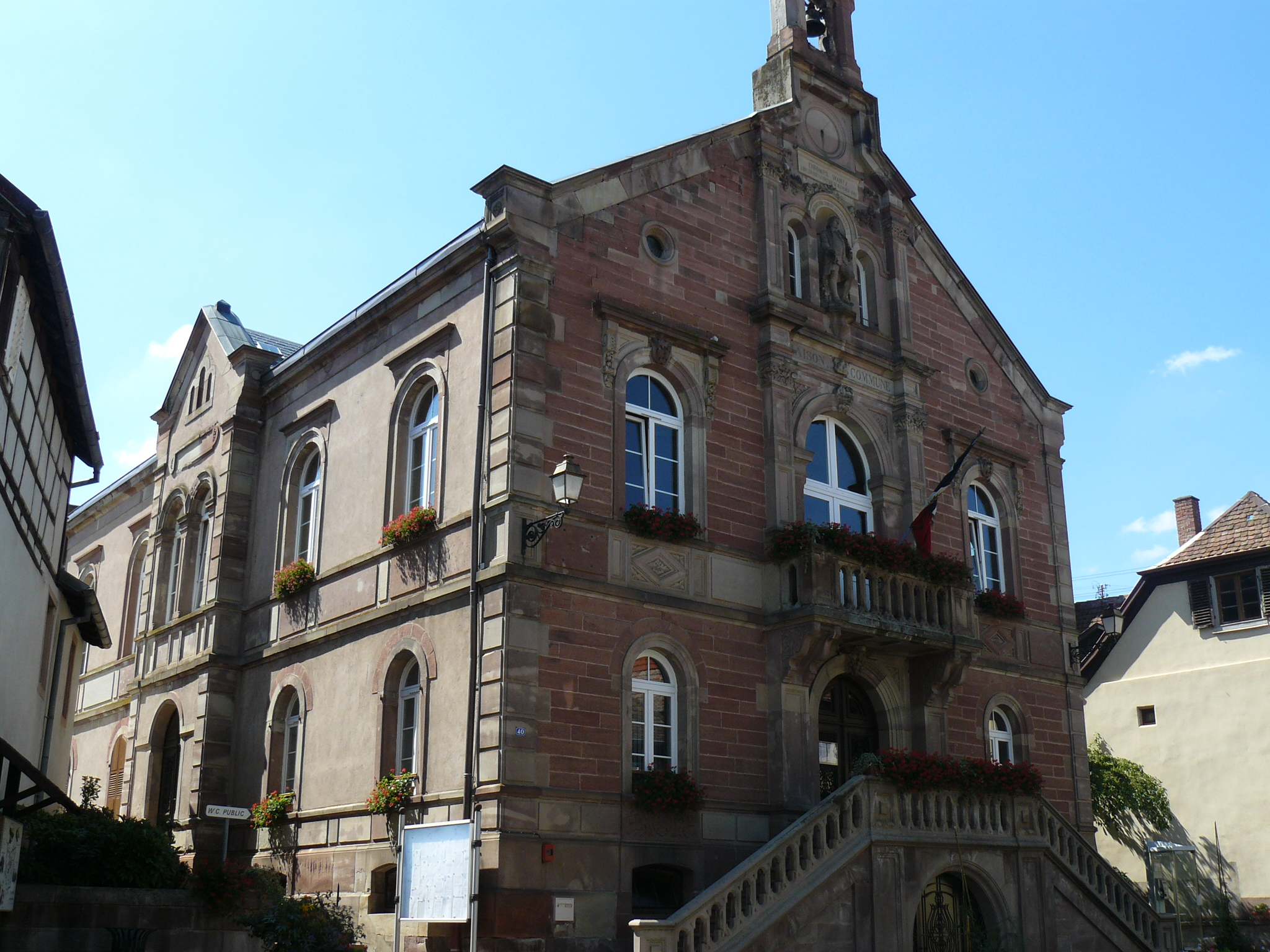
Ayuntamiento de Heiligenstein, con la escultura retrato de Ehrard Wantz en la fachada.

Eugène Dock fue un escultor estatuario y dibujante alsaciano, nacido el 10 de octubre de 1827 en Estrasburgo y fallecido el año 1890 en la misma ciudad.

## Vida y obra
Durante un tiempo vivió en París, donde abrió su taller de escultura. El escultor Philip Martiny (1858-1927), también nacido en Estrasburgo, trabajó con Dock en la capital francesa antes de emigrar a Chicago en 1873.
Hacia 1870 el vizconde Paul de Bussière encargó a Eugène Docks la transformación y decoración de su casa familiar en Ostheim. El edificio era grande con tejado a cuatro aguas con una galería sobre la terraza. Eugenio Dock, hizo varias adiciones a la construcción original y la decoración de interiores. El castillo no sobrevivió a la guerra. Sólo unos pocos fragmentos se conservan, algunos elementos del jardín, floreros y un hermoso parque en el municipio de Ostheim.

### Obra sobre papel
En el Gabinete de estampas y dibujos de la ciudad de Estrasburgo, se conservan varios dibujos a lápiz de Eugenio Docks. Tres de ellos son diferentes vistas de la ciudad de Estrasburgo. Una vista de la puerta de los judíos, otro de la Puerta Nacional de 1842 y un tercer paisaje trazado antes de 1863 en el que aparece una vista de la ciudad con la grúa de la antigua aduana. En francés lleva el título: Vue de Strasbourg: grue de láncienne Douane
En el mismo gabinete de dibujos se conserva un retrato del pintor Victor Dumas realizado con lápiz graso sobre papel, fechado en el año 1852.

### Esculturas
Entre las obras de Eugène Dock se incluyen las siguientes:
- 6 estatuas colosales de la iglesia parroquial de Saint-Georges en Sélestat: san Pedro, san Pablo, san Jorge, san Nicolás, santa Catalina y santa Inés[8]
- Columna eucarística de la iglesia abacial de Sainte-Walburge en Walbourg. Dock fue el encargado de tallar las estatuas desaparecidas, en la restauración de ésta pieza de comienzos del siglo XVI.[9]

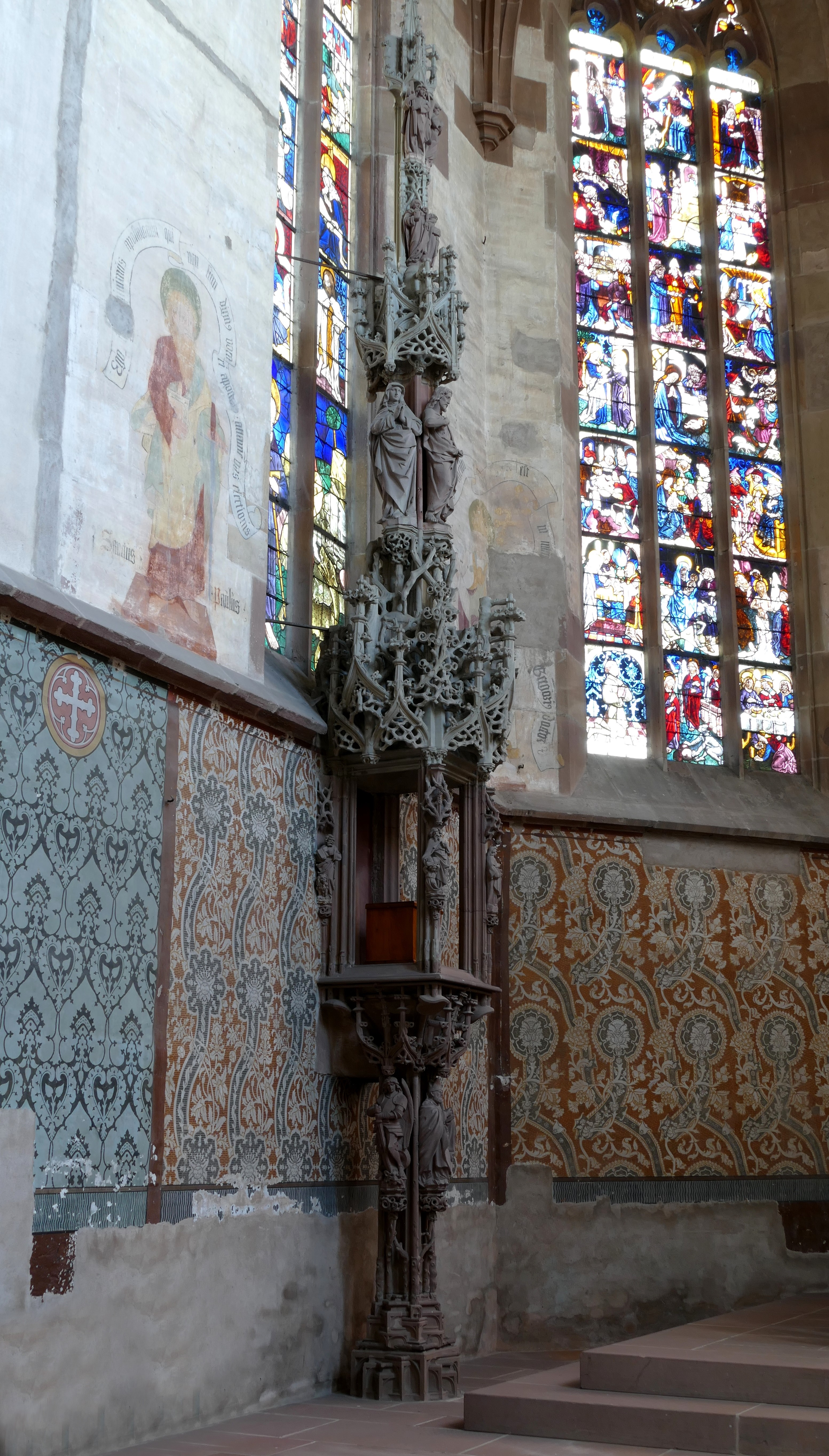
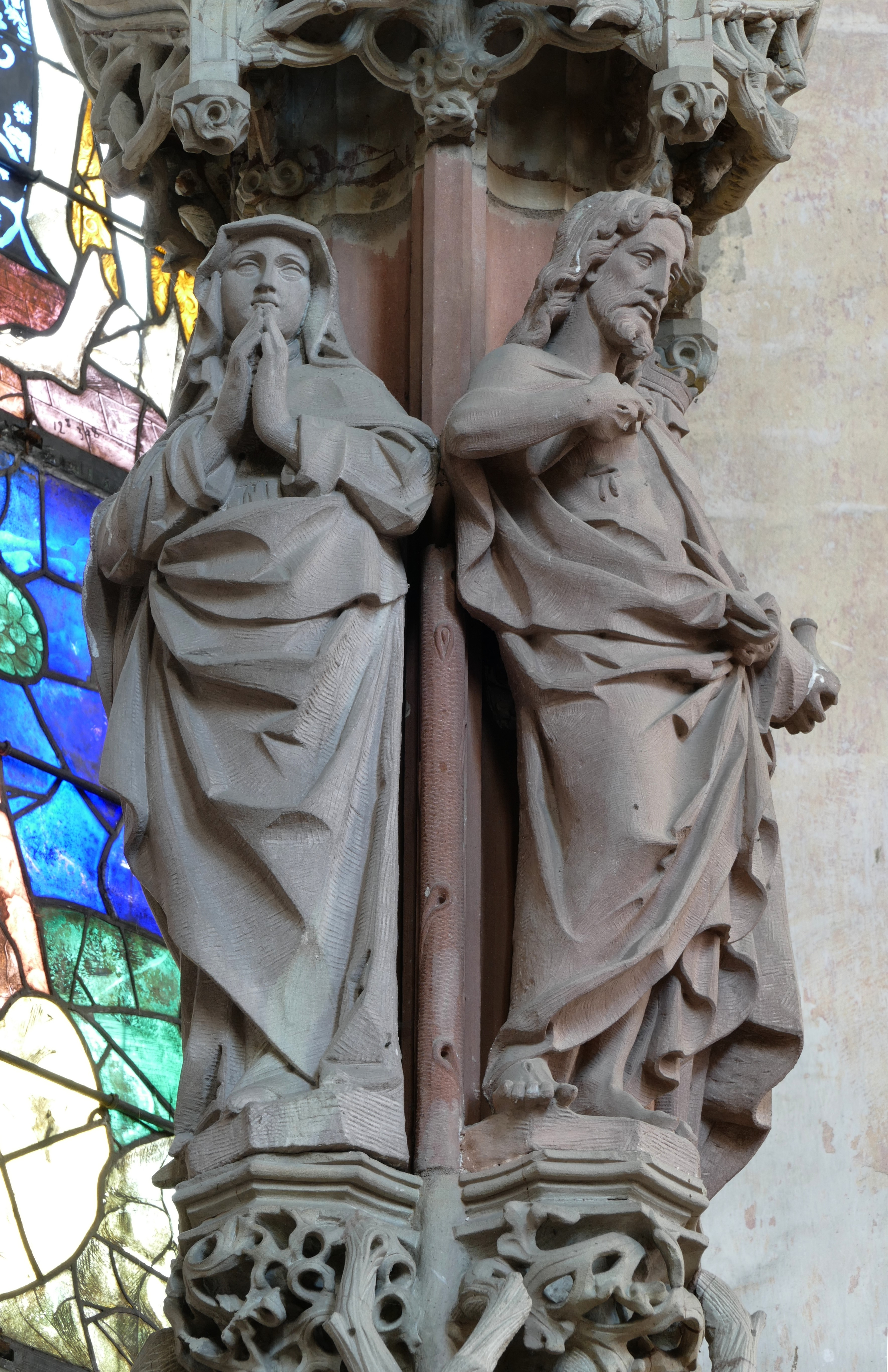

(pulsar sobre la imagen para agrandar) 
- Estatua de Ehrard Wantz en la fachada del ayuntamiento-escuela infantil de Heiligenstein[10]

### Otras obras de Eugène Dock

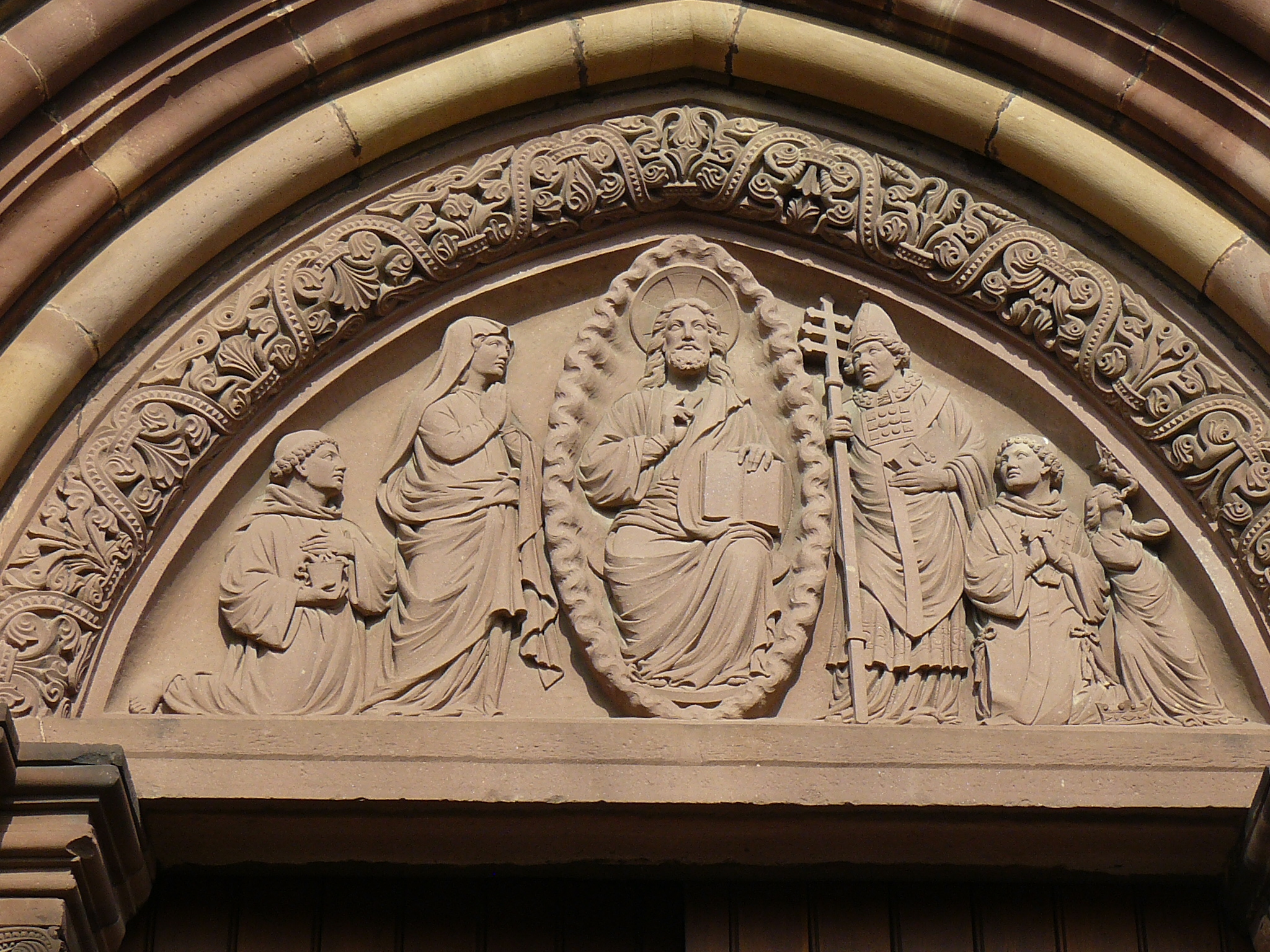
Tímpano de la Abadía de Altorf
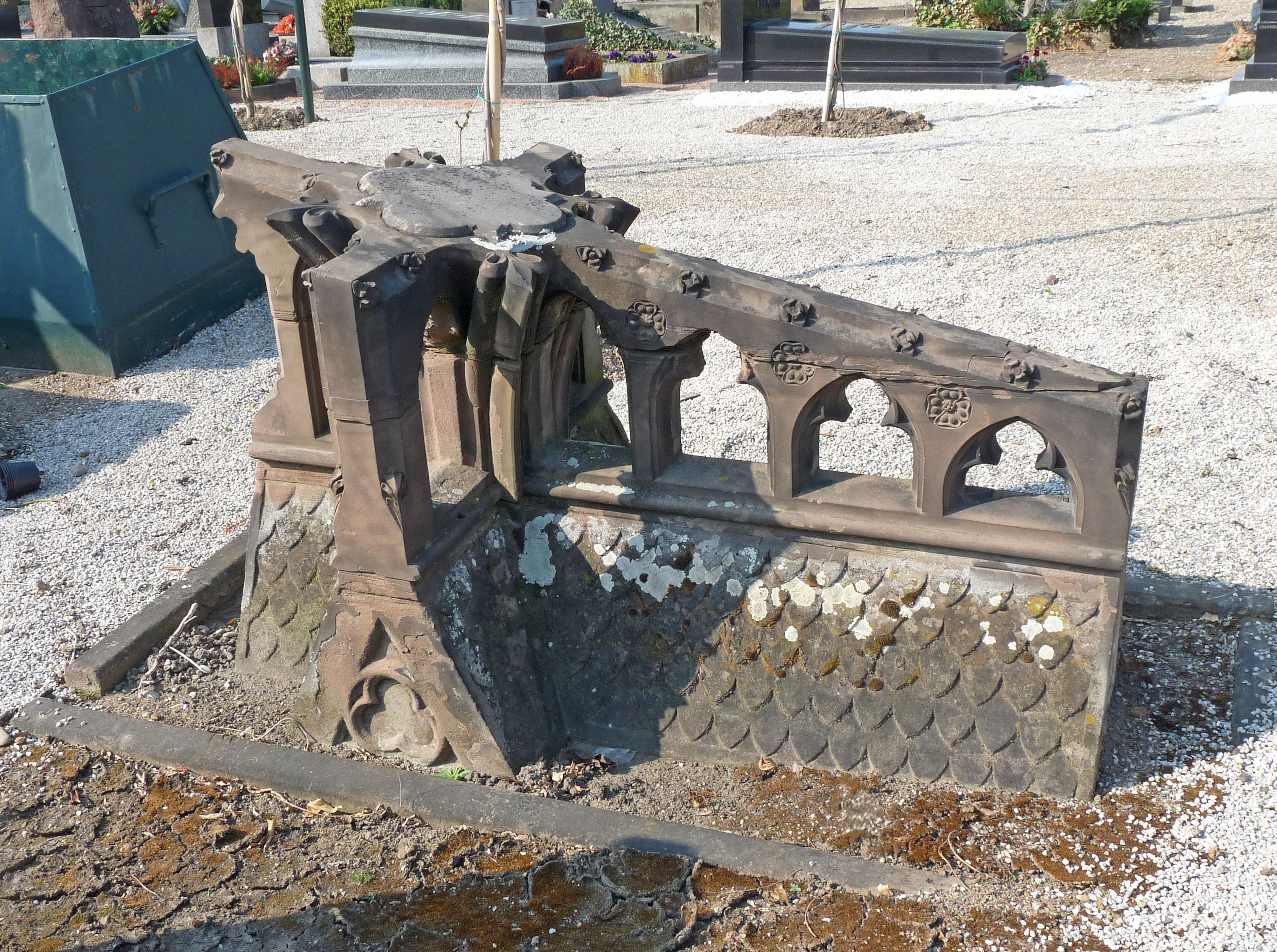
Monumento funerario en el Cementerio Sainte-Hélène de Estrasburgo

(pulsar sobre la imagen para agrandar) 